# Howard Jones (musicista 1955)
John Howard Jones (Southampton, 23 febbraio 1955) è un pianista, tastierista e cantante britannico, icona del synthpop degli anni ottanta.

## Biografia
Impara a suonare il pianoforte all'età di 7 anni. Qualche anno dopo si trasferisce con la famiglia in Canada, dove entra a far parte di un gruppo progressive rock chiamato "Warrior". Torna in Inghilterra per suonare in diversi gruppi e frequentare il Royal Northern College of Music. Una volta terminati gli studi, inizia ad esibirsi nei cosiddetti "one-man-show", dove era unico musicista sul palco, accompagnato da sintetizzatori e drum machine, modalità di esecuzione unica al mondo riproposta solamente da Claudio Baglioni che nel 1986 grazie a Pasquale Minieri, ingegnere e tecnico del suono, realizza la tournée e il disco live Assolo. Viene presto notato dal giornalista e conduttore radiofonico John Peel che lo aiuta a trovare un contratto con la WEA in Europa e la Elektra negli Stati Uniti.
Esordisce nel 1983 con il singolo New Song che si piazza ai vertici delle hit parade europee, seguito da altri due singoli, What Is Love?, che si piazza al secondo posto delle classifiche britanniche, e Hide and Seek.
Nel 1984 il primo album, Human's Lib, entra direttamente al primo posto in Inghilterra, conquistando il disco di platino e facendo conoscere Jones al pubblico mondiale. L'album conquista anche il disco d'oro in Germania, Italia, Stati Uniti, Giappone e Australia.
Il secondo album, Dream into Action del 1985, replica il successo del primo, con successi quali Like to Get to Know You Well, Look Mama, Things Can Only Get Better e No One Is to Blame, che scala le hit parade americane piazzandosi al quarto posto e che a tutt'oggi annovera oltre tre milioni di passaggi su stazioni radio dei soli Stati Uniti. Il disco resta nelle classifiche statunitensi per oltre un anno, facendo di Jones uno dei pochi artisti inglesi ad aver effettivamente raggiunto capillarmente la popolarità negli Stati Uniti.
Nel 1986 è eletto dai lettori della rivista musicale Rolling Stone "Miglior tastierista dell'anno".
Fra il 1987 ed il 1992, la casa discografica Warner pubblica altri tre dischi: One to One, Cross That Line e In the Running, a ciascuno dei quali segue il rispettivo tour mondiale che ha visto Jones esibirsi anche sui palchi del Madison Square Garden di New York e del Forum di Los Angeles.
Nel 1991 riprende la canzone di Umberto Tozzi Gli altri siamo noi traducendola in Other People Are Us.
Nel 1992 il brano Lift Me Up, tratto dall'album In the Running, entra nella top ten americana, e l'anno successivo, con l'antologia The Best of Howard Jones, Jones raggiunge il traguardo degli otto milioni di dischi venduti. Sulla scia di questo successo, Jones riprende la strada dei suoi caratteristici "one man shows" che lo resero famoso negli anni ottanta, in cui suona sul palco da solo circondato da tastiere, in una tournée mondiale che si concluderà in Giappone.
Nel 1994 fonda la sua etichetta discografica indipendente, la dTox Records, con la quale produce l'album Working in the Backroom, distribuendolo esclusivamente tramite internet.
Nel 1996, forte della sua formazione classica, intraprende una tournée acustica con un pianoforte a coda e le percussioni di Carole Steele, da cui viene prodotto l'album Live Acoustic America.
Nel 1999 esce People, accompagnato dal chitarrista Robin Boult (già con Fish dei Marillion), il bassista Nick Beggs (Kajagoogoo) e il batterista Kevin Wilkinson (China Crisis, The Waterboys, Squeeze), con i quali intraprende un tour mondiale nel biennio 1998-99. Le tappe americane vedranno la compartecipazione di altri due storici gruppi pop degli anni ottanta, i Culture Club di Boy George e gli Human League.
Nell'estate 2000, a seguito della morte di Wilkinson, viene pubblicato l'album Perform.00, con registrazioni postume di quest'ultimo, quale tributo alla memoria. Lo stesso anno, Jones appare nella tournée europea Night of the Proms, a fianco di oltre 120 fra orchestrali e coristi, e nel 2001 affianca l'ex Beatle Ringo Starr nella tournée nordamericana di una super-band che annovera fra gli altri il bassista Greg Lake (King Crimson, Emerson, Lake & Palmer), la batterista Sheila E (Prince), i chitarristi Ian Hunter e Roger Hodgson dei Supertramp. Nell'autunno 2001 si avvale di una formazione rinnovata, affiancando alla chitarra di Boult la voce di Shaz Sparks e le programmazioni elettroniche di Robbie Bronnimann (entrambi provenienti dai britannici dBa). Dalle 19 date del relativo tour, verranno pubblicati altrettanti CD live a tiratura limitata e un album live ufficiale, Peaceful Tour.
Nel 2002 collabora all'hit Blue delle Sugababes (dal disco di platino Angels with Dirty Faces), cura la produzione di Open Heart Zoo di Martin Grench e di Spectrum e Twister dei dBa. L'anno successivo pubblica l'album strumentale Piano Solos (for Friends and Loved Ones), con canzoni acustiche suonate al pianoforte, seguito da Piano Solos 2 (for Friends and Loved Ones) del 2007, distribuiti in edizione limitata esclusivamente sul sito dtox.co.uk.
Nell'autunno del 2003 festeggia vent'anni di carriera con un concerto allo Shepherd Bush di Londra suddiviso in quattro set (acustico, rétro in stile anni ottanta, elettronico nella formazione attuale, e con una big band), insieme ad artisti quali Midge Ure e Nena. Il concerto sarà immortalato in un DVD pubblicato nel 2005. Inoltre, la Warner pubblica l'antologia The Very Best of, contenente anche l'anteprima di Revolution of the Heart, e un bonus disc di inediti e b side a tiratura limitata.
Del 2005 è l'album elettronico Revolution of the Heart, contenente la title track (che raggiunge la Top 10 delle charts inglesi) ed il singolo Look at You Now (in Top 20), ripresi da diversi remixers in svariate versioni pubblicate anche su vinile. L'uscita dell'album è stata accompagnata da una tournée negli USA. Jones stringe nel frattempo sodalizio con l'etichetta indipendente Ondesferiche, che produce l'edizione italiana di Revolution of the Heart e lo riporta in tour a più riprese in Italia.
Nel 2009 esce l'album Ordinary Heroes, prodotto dalla dTox.
Il 10 maggio 2019, sempre per l'etichetta dTox, pubblica l'album Transform, dove ancora una volta non tradisce la sua vocazione verso quel synth pop che lo ha da sempre contraddistinto.

## Discografia
Album di studio
- 1984 - Human's Lib
- 1985 - Dream into Action
- 1986 - One to One
- 1989 - Cross That Line
- 1992 - In the Running
- 1994 - Working in the Backroom
- 1998 - People
- 2003 - Piano Solos (for Friends and Loved Ones)
- 2005 - Revolution of the Heart
- 2007 - Piano Solos 2 (for Friends and Loved Ones)
- 2009 - Ordinary Heroes
- 2015 - Engage
- 2019 -  Transform

Album live
- 2002 - The Peaceful Tour Live
- 2007 - Live in Birkenhead with Robin Boult

EP/Remix/12"
- 1984 - The 12" Album
- 1985 - 12"ers Vol 2 (promo, solo Giappone)
- 1986 - Action Replay (solo USA)
- 2007 - Revolution Remixed & Surrounded (remix)

Raccolte
- 1992 - The Best of Howard Jones
- 2000 - Perform.00
- 2000 - Perform.01
- 2000 - Pefawm
- 2000 - Metamorphisis
- 2003 - The Very Best of Howard Jones
- 2017 - Best 1983 - 2017

DVD
- 2007 - Howard Jones - Live in Salt Lake City